# Shāhpur (ort i Indien, Karnataka)
Shāhpur är en ort i Indien.   Den ligger i distriktet Yadgir och delstaten Karnataka, i den södra delen av landet, 1 300 km söder om huvudstaden New Delhi. Shāhpur ligger 418 meter över havet och antalet invånare är 31 422.
Terrängen runt Shāhpur är platt åt nordost, men åt sydväst är den kuperad. Terrängen runt Shāhpur sluttar österut. Runt Shāhpur är det ganska tätbefolkat, med 185 invånare per kvadratkilometer. Närmaste större samhälle är Sāgar, 9,0 km sydväst om Shāhpur. Trakten runt Shāhpur består till största delen av jordbruksmark.